# Ardanuy
Ardanuy (Ardanui en catalán ribagorzano) es una localidad española perteneciente al municipio de Montanuy, en la Ribagorza, provincia de Huesca, Aragón. Se encuentra en el valle del Baliera.

## Monumentos
- Iglesia de orígenes románicos.[2]

## Festividades
- 29 de junio, fiesta mayor.[3]
- 11 de noviembre, fiesta menor.[3]